# Savikoti
Savikoti är en ort i Estland. Den ligger i Pärsti kommun och landskapet Viljandimaa, i den södra delen av landet, 120 km söder om huvudstaden Tallinn. Savikoti ligger 99 meter över havet och antalet invånare är 185.
Terrängen runt Savikoti är platt. Runt Savikoti är det tätbefolkat, med 659 invånare per kvadratkilometer. Närmaste större samhälle är Viljandi, 9,2 km sydost om Savikoti. Omgivningarna runt Savikoti är en mosaik av jordbruksmark och naturlig växtlighet.